# 貴田裕美
貴田 裕美（きだ ゆみ、1985年6月30日 - ）は、日本の競泳選手。専門は自由形長距離。コナミスポーツクラブ所属。

## 人物
埼玉県で生まれるが、その後群馬県群馬郡群馬町に引っ越す。現在は合併もあって高崎市に住む。旧群馬町立堤ケ岡小学校、旧群馬町立南中学校（現・高崎市立群馬南中学校）、群馬県立高崎北高等学校を経て、共愛学園前橋国際大学を卒業。大学卒業までは、群馬藤岡スイミングスクールに籍を置いた。
水泳は、平泳ぎの選手として活躍し地元群馬大学を2006年9月に卒業した（半年休学していたためという）姉の真美の影響で始めた。身長が160cmしかないこともあり、長身の山田沙知子や柴田亜衣らの陰に隠れ、日本選手権では苦杯をなめ続けている。これを補う方法として、「ピッチ泳法」をとっている。
2010年、オープンウォータースイミングに参戦。ジャパンオープンで初優勝を果たし、パンパシフィック選手権では800m自由形と合わせて出場した。
2012年のロンドンオリンピック、2016年のリオデジャネイロオリンピック、2021年の東京オリンピックに出場した。
2017年1月29日に千葉県館山市の「館山OWS大使」に委嘱。

## 戦歴
- 1999年　全日本中学選手権　女子800m自由形　優勝
- 2001年　世界水泳選手権出場
- 2002年　Australia's Olympic Youth Festival　女子800m自由形　優勝
- 2003年　インターハイ長崎ゆめ総体
女子400m自由形　優勝
女子800m自由形　2位
- 2005年
  - 世界水泳選手権出場
  - ユニバーシアード競技大会出場

　ほか、日本選手権では2001年以降、ほぼ毎年決勝進出・上位を争う常連の選手に
- 2011年　湘南オープンウォータースイミング10km 優勝
- 2012年　ロンドンオリンピック　女子オープンウォータースイミング10km 12位
- 2013年　世界水泳選手権　女子オープンウォータースイミング25km 8位
- 2014年　パンパシフィック水泳選手権　女子オープンウォータースイミング10km 5位
- 2016年　リオデジャネイロオリンピック　女子オープンウォータースイミング10km 12位
- 2017年　アジア選手権　女子オープンウォータースイミング5km 優勝
- 2018年　パンパシフィック水泳選手権　女子オープンウォータースイミング10km 6位
- 2021年　東京オリンピック　女子マラソンスイミング 13位